# 查爾庫奇馬

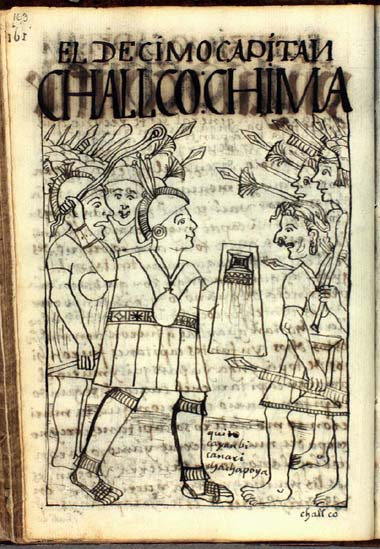
查爾庫奇馬

查爾庫奇馬（？—1533年）是印加帝國末期的一位將軍。
查爾庫奇馬出生在基多，在印加內戰期間效忠於北方的阿塔瓦爾帕，與基斯基斯、盧米尼亞維同為阿塔瓦爾帕麾下的重要部將。
1529年，查爾庫奇馬率領北軍攻破重要據點圖米班巴並將其夷為平地，同時還擒獲了瓦斯卡爾的弟弟兼部將阿圖克。一種說法稱查爾庫奇馬將阿圖克殘忍肢解，用他的頭骨做骷髏杯、皮膚做戰鼓；還有一種說法是他將阿圖卡的雙目挖出，將其棄於戰場上任其自生自滅。
這場戰役是內戰的轉折點，隨後查爾庫奇馬與基斯基斯率北軍一路南下，直逼庫斯科城郊。瓦斯卡爾親自率軍出戰，在基派潘平原大敗，其本人也被查爾庫奇馬俘虜。二人隨即率軍攻陷庫斯科，大肆屠殺印加王公，並遣使向阿塔瓦爾帕告捷。
阿塔瓦爾帕在卡哈马卡被西班牙人突襲擒獲之後，西班牙人要求阿塔瓦爾帕將查爾庫奇馬召到卡哈马卡，以免他產生敵對行為。8月29日，阿塔瓦爾帕被西班牙人處死之後，法蘭西斯克·皮薩羅率西班牙人向庫斯科進軍。印加人多次勇敢而有紀律地向西班牙人發起進攻，西班牙人懷疑查爾庫奇馬與這些印加人秘密聯繫並指揮他們的行動。同時有傳言稱，查爾庫奇馬將西班牙人因分贓問題發生爭執之事告知了鎮守庫斯科的基斯基斯。雖然無法證實傳言的準確性，皮薩羅下令將查爾庫奇馬處以火刑。西班牙人對查爾庫奇馬承諾，若是他改宗天主教，將會改為一種不太痛苦的死法，但查爾庫奇馬拒絕受洗，最終被處以火刑。他在臨時前不斷譴責這個不公正的判決。
1533年底，西班牙人擊敗基斯基斯，佔領了庫斯科。

## 腳註
1. 1 2   . . 1900.
2. ↑  Manuel José Quintana (translated by Mrs. [Margaret Holford?] Hodson), Lives of Vasco Nunez de Balboa, and Francisco Pizarro, Edinburgh:  William Blackwood, 1832, pp. 222-223.

## 外部連結
- Manuel José Quintana, Vidas de los españoles célebres（西班牙文）